# 中山忠光
中山 忠光（なかやま ただみつ）は、江戸時代後期（幕末期）の公家。極官は従四位下侍従。過激な攘夷論者であり、天誅組の変を起こしたが敗れ、後に暗殺された。

## 生涯

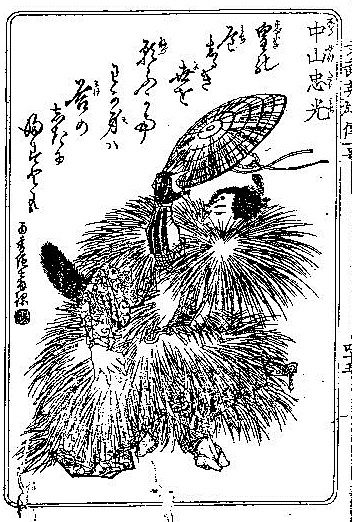
中山忠光
『近世文武英雄伝』（大蘇芳年〈月岡芳年〉画）

参議中山忠能の七男として生まれる。母は平戸藩主・松浦清の娘愛子。孝明天皇の典侍中山慶子は同母姉であり、その子の祐宮睦仁親王（明治天皇）にとって忠光は叔父にあたる。長兄中山忠愛の養子となっている。
睦仁親王は5歳まで中山家で育てられており、忠光は最も近しい公家の一人であった。1858年（安政5年）に侍従に任官し、1860年（万延元年）には睦仁親王への伺候を命じられた。中山家は祐宮誕生の際に産屋を建てる金が無く、多額の借金をした。宮廷も貧しく、祐宮の質素な生活が忠光の王政復古を掲げた過激な攘夷論に火を付けたと思われる。実父・忠能は議奏の役職にある朝廷政治の重要人物であり、忠光はその元に出入りする真木保臣、武市瑞山、久坂玄瑞、吉村虎太郎ら尊王攘夷派の志士と親しく交わり、過激な尊攘派となっていった。

### 過激攘夷活動
文久3年（1863年）2月、朝廷に国事寄人が新設されると19歳でこれに加えられた。2月9日には攘夷の障害であると考えた岩倉具視と千種有文の暗殺計画を轟武兵衛・久坂玄瑞・寺島忠三郎に打ち明け、協力が得られなければ一人でも実行すると述べた。久坂らから相談を受けた武市瑞山は、二人はすでに譴責を受けている身であるから暗殺は道理に合わないと反対し、代わって轟らによる関白鷹司輔煕への建白書提出で話を収めた。
3月19日、忠光は密かに京都を脱して長州藩に身を投じた。このため3月30日には官位と国事寄人の職を返上することとなった。このため長州では森俊斎（秀斎）と改名し、久坂玄瑞が率いる光明寺党の党首として下関における外国船砲撃に参加した。7月5日には京都に戻り、東久世通禧や烏丸光徳らと連絡を取った。7月18日、水戸藩士吉成勇太郎らと面談。生野の変に参加した水戸藩士関口泰次郎等を、長州へ送る計画について話した。忠光の過激な行動に困惑した実父の忠能は武家伝奏野宮定功に忠光の処分について訪ねたが、野宮は「忠能が厳しく叱り、家から出さないようにする他ない」と答えている。
8月13日に大和行幸の詔（みことのり）が出されると、忠光は「攘夷実行が求められているなか、それに応える行動をせず引き籠もっていることはできない」と言い残して8月14日に家を飛び出した。攘夷先鋒の勅命を奉じる組織として京都にて『天誅組』を立ち上げ、大和国五條代官所に打ち入って挙兵した（天誅組の変）。
しかし八月十八日の政変によって京都の尊攘過激派は一掃され、幕府により鎮圧を命じられた彦根藩や紀伊藩兵から逆賊として追討される事となる。8月28日には忠能は忠光を義絶している。9月24日、吉野鷲家口で幕府軍による大規模な包囲網に捕捉され、天誅組は壊滅した。それでも那須信吾、宍戸弥四郎ら天誅組の志士達の決死の奮闘のおかげで、忠光は奇跡的に幕府軍の包囲網を抜ける事に成功し、大坂へ脱出した後、長州に逃れた。

### 幽居と死
長州藩は忠光の身柄を支藩の長府藩に預けて保護したが、江戸幕府方の密偵に隠れ家を突き止められたため、忠光と侍妾であった現地女性の恩地トミ、長府藩から派遣された従者2人で響灘沿いの山間部の庄屋や寺を転々とする。その頃トミの妊娠が分かり、実家から母チセを呼び寄せて助けを受けながら、忠光と行動を共にする。 
元治元年（1864年）の禁門の変、下関戦争、第一次長州征伐によって藩内俗論派が台頭すると、同年11月15日の夜に長府藩の豊浦郡田耕村（現、下関市）で5人の刺客によって暗殺された。享年20（満19歳6ヶ月）。長府藩では「忠光は発病して投薬の効なく10日後の15日に死亡、綾羅木の丘に埋葬した」と発表した。

### 死後
墓所は山口県下関市の中山神社境内にある。明治3年10月5日（1870年10月29日）、毛利敬親・毛利元徳父子の奏請により、忠光は生前の官位を復され、その上で正四位の贈位を受けた。また祭粢料として300両を下賜された。
なお、長府藩主毛利元敏が叙爵の際に子爵にとどまったのは忠光を殺害したためという説があるが、旧大名の爵位は原則として華族制度発効時の所領実収に拠り定められ、現米5万石未満は子爵と規定されていた。同じ長州藩の支藩である徳山藩主家の毛利元功、清末藩主家の毛利元忠もいずれも子爵であり、長府藩主家が叙爵にあたって特に冷遇されたわけではない。

## 人物
忠光は筋骨たくましい美青年で、天誅組の主将として引眉・お歯黒の化粧をし、太刀を付けて馬上にある都下りの役者のような姿に、大和国の人々は熱狂したという。白石正一郎の日記によれば、忠光は気に入らない事があれば絶食し、腹を立てれば家を飛び出す激情家で、彼の激論を周辺がしばしば持て余した事が記されている。

## 子孫
長府藩潜伏中、トミは忠光死後に唯一の遺児となる娘・南加を産む。南加は中山家に引き取られたのち、中山家と縁の深い嵯峨家に嫁ぐ。南加の孫で忠光の曾孫にあたる浩は、清朝最後の皇帝でのちに満州国皇帝となった愛新覚羅溥儀の弟である溥傑に嫁いだ。